# Tuzlaïta
La tuzlaïta és un mineral de la classe dels borats. Rep el seu nom de la localitat de Tuzla, a Bòsnia i Hercegovina, on va ser descoberta.

## Característiques
La tuzlaïta és un borat de fórmula química NaCaB₅O₈(OH)₂·3H₂O. Va ser aprovada com a espècie vàlida per l'Associació Mineralògica Internacional l'any 1993. Cristal·litza en el sistema monoclínic. La seva duresa a l'escala de Mohs es troba entre 2 i 3. L'exemplar que va servir per a determinar l'espècie, el que es coneix com a material tipus, es troba conservat al Croatian Natural History Museum, el museu d'història natural de Croàcia, a Zagreb.
Segons la classificació de Nickel-Strunz, la tuzlaïta pertany a «06.EC - Filopentaborats» juntament amb els següents minerals: biringuccita, nasinita, gowerita, veatchita, volkovskita, heidornita i brianroulstonita.

## Formació i jaciments
Va ser descoberta en dipòsits evaporítics a la mina de Tuzla, al cantó homònim de la Federació de Bòsnia i Hercegovina, a Bòsnia i Hercegovina, on sol trobar-se associada a l'halita. També ha estat descrita a la pedrera Kohnstein, a Niedersachswerfen, Harz (Turíngia, Alemanya). Es tracta dels dos únics indrets om ha estat trobada aquesta espècie mineral.